# Piotrowice Polskie
Piotrowice Polskie – wieś w Polsce położona w województwie dolnośląskim, w powiecie ząbkowickim, w gminie Ciepłowody.

## Podział administracyjny
W latach 1975–1998 miejscowość administracyjnie należała do województwa wałbrzyskiego.

## Nazwa
Do roku 1945 wieś należała do Niemiec i nosiła nazwę Polnisch Peterwitz.